# MAE (企業)
株式会社MAE（まえ）は、富山県富山市に所在する医薬品メーカーである。

## 概要
軟膏などの皮膚薬や、一般用（OCT）医薬品の製造を主としている。この他、大手メーカーと協力し、特許所得した含水テープの基材をベースとした消炎鎮痛テープ剤の工業化と商業化を実現させている。

## 沿革
個別に出典が提示されている箇所を除いた出典→
- 1958年 - 富山県中新川郡上市町にて、細川商事を創業。
- 1966年2月8日 - 前田薬品工業株式会社設立。
- 1971年 - 富山市向新庄町に富山工場竣工。
- 1985年 - 本社ビル竣工。
- 2000年 - 外用薬専用工場竣工。
- 2007年 - 完全消防法対応の外用洗剤工場の竣工。
- 2013年 - 将来のステロイド剤と非ステロイド剤の完全分離対応を意図とした新工場棟竣工。立山工場竣工。
- 2016年9月28日 - 関連会社の前田ヘルスケアホールディングス設立[4]。
- 2022年1月31日 - 富山市内の同業企業『ジャパンメディック』と業務提携[1]。
- 2025年4月 - 社名を『MAE』に変更[5]。

## 事業所
本社（富山工場）
富山県富山市向新庄町1-18-47
立山工場
富山県中新川郡立山町塚越189-1

## 不祥事
2013年9月、特定の原料ロットを使用した軟膏製品に、有効成分の含量が、通常の製品より低下する傾向が確認され、使用期限内に承認企画を下回る可能性があることが、安定性試験によって判明した。その後の調査で、さらに4年前の1品目に規格に満たない数値が見つかったことが判明。結果、市場に出荷した数十万個の回収をしなければならない事態となり、当時の経営陣が引責辞任する事態に発展した。

## 備考
2023年時点で、同年初夏をめどに、中新川郡立山町の旧立山町立日中上野小学校校舎を改装し、飲食店とコアーキングスペースをオープンさせる予定としていた。